# Домашнє обсмажування кави

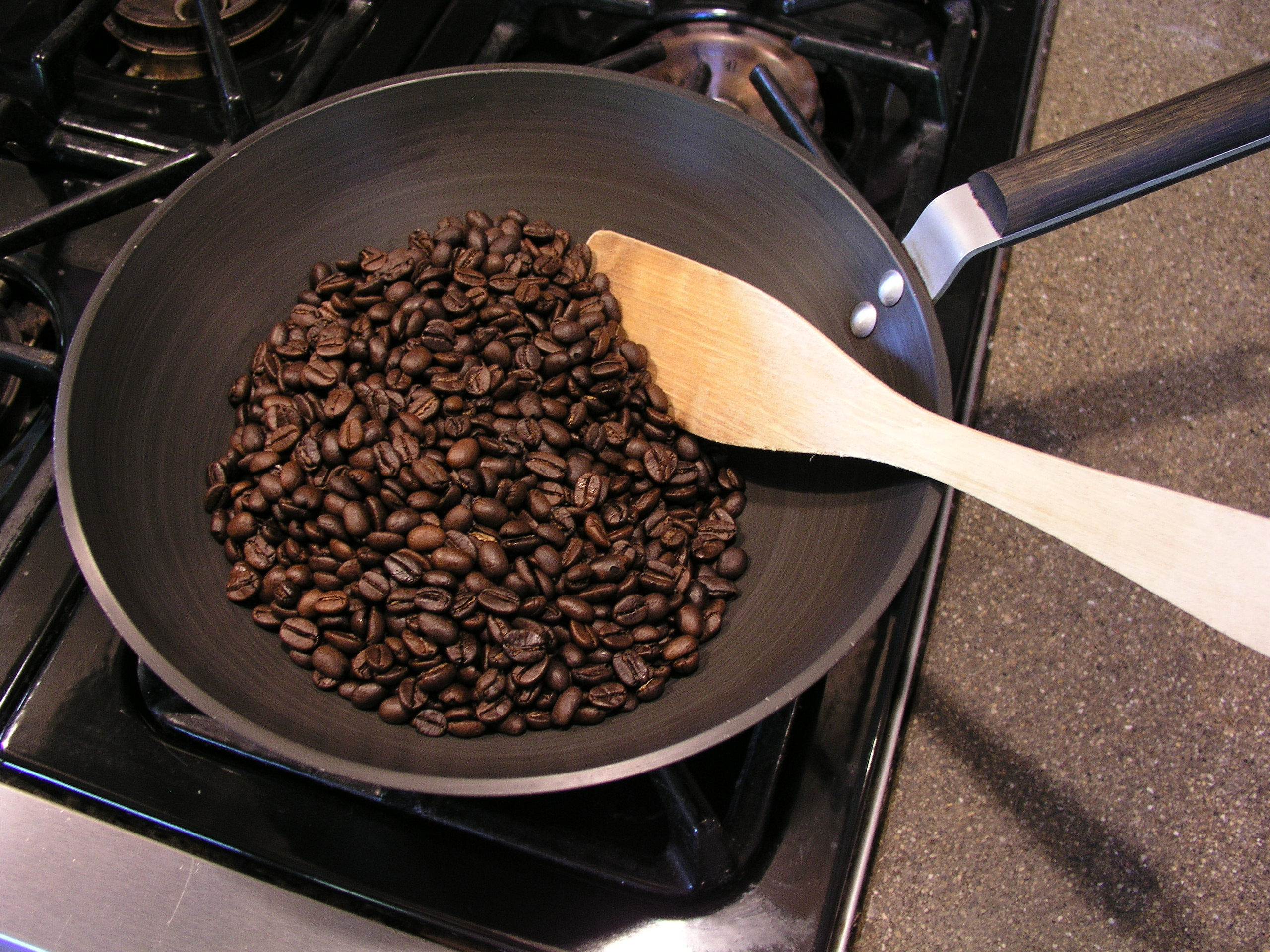
Обсмажування кавових зерен на кухонній плиті

Домашнє обсмажування кави — термічна обробка кави в домашніх умовах, в невеликих кількостях для особистого споживання. Самими простими та розповсюдженими способами обжарювання вдому є: обсмаження на сковорідці, аерогрилі або в духовій печі. Також існують домашні машини для обсмажування кави.

## Історія
До початку 20 століття кави частіше смажили вдома, ніж купували попередньо обсмажену. Після Першої світової війни стала поширена промислове обсмажування кави, також поширена розчинна кава, яка істотно знизила інтерес до домашнього обсмаження. Останнім часом домашнє обжарювання кави стало набирати популярність як хобі.

## Переваги і недоліки
Домашнє обсмажування має наступні переваги:
- Кава свіжообсмажена, тому вона містить смакові якості, яких немає в каві промислового обсмажування.
- Людина має можливість експериментувати з випаленням кави бобів, і як наслідок отримати найбільш бажаний смак.
- При домашньої обсмажуванням в залежності від вибраного типу бобів, може заощадити 25-50 % вартості.[2]

## Процес приготування
Обсмаження відбувається при температурі 230-260 градусів цельсія, а час обсмаження становить 12 — 15 хвилин. При цьому зерна вимагають постійного або дуже частого помішування протягом усього часу приготування для рівномірного обсмажування бобів. Після цього зерна потрібно швидко охолодити, це потрібно тому що в гарячих зернах триває процес обсмаження. Не рекомендується охолоджувати зерна водою.